# Кисон, Брюс
Брюс Юджин Кисон (англ. Bruce Eugene Kison; 18 февраля 1950, Паско, Вашингтон — 2 июня 2018, Брейдентон, Флорида) — американский бейсболист и тренер, играл на позиции питчера. Выступал в Главной лиге бейсбола с 1971 по 1985 год. Двукратный победитель Мировой серии в составе клуба «Питтсбург Пайрэтс».

## Биография
Брюс Кисон родился 18 февраля 1950 года в Паско в штате Вашингтон. Его отец Фред занимался поставками строительных материалов, мать Берта была домохозяйков. В бейсбол Кисон начал играть в начальной школе имени Марка Твена. В возрасте 14 лет он получил травму руки во время игры в детской лиге PONY, после чего был вынужден полностью поменять механику своего броска. Внимание скаутов профессиональных клубов он привлёк во время учёбы в старшей школе Паско: в составе её команды Кисон сыграл три ноу-хиттера. На драфте Главной лиги бейсбола 1968 года «Питтсбург Пайрэтс» выбрали его в четырнадцатом раунде.

### Питтсбург Пайрэтс
Профессиональную карьеру Кисон начал в дочерней команде «Пайрэтс» в Лиге Галф-Кост, где работал под руководством тренера Харви Хаддикса. Уже через год он стал первым питчером стартовой ротации команды «Дженива Пайрэтс» в Лиге Нью-Йорка и Пенсильвании. В 1970 году он сменил сразу несколько фарм-клубов и к концу сезона вошёл в расширенный состав «Питтсбурга».
Весной 1971 года Кисон впервые принял участие в сборах с основным составом, но сезон начал на уровне AAA-лиги в Чарлстон Чарлиз. В составе команды он провёл на поле 85 иннингов с пропускаемостью 2,86 и одержал десять побед. Летом его включили в состав сборной звёзд Международной лиги. В «Пайрэтс» его впервые вызвали 30 июня, чтобы заменить призванного на военные сборы Боба Муза. Чтобы закрепиться в команде, Кисону потребовалось всего три матча. До конца регулярного чемпионата он провёл 18 игр с показателем ERA 3,40 и одержал шесть побед при пяти поражениях. В плей-офф он проявил себя ещё ярче, став одним из открытий сезона.
В четвёртом матче Чемпионской серии Национальной лиги против «Сан-Франциско Джайентс» Кисон вышел на замену при счёте 5:5, отыграл 4 2/3 иннинга и принёс «Питтсбургу» решающую победу. В Мировой серии 1971 года, выигранной «Пайрэтс» у «Балтимора» в семи матчах, он одержал победу в четвёртом матче. Сразу после окончания седьмой игры серии Кисон улетел из Балтимора в Питтсбург на свою свадьбу с Анной Мари Орландо, уроженкой Пенсильвании.
Межсезонье зимой 1971 и 1972 годов он провёл в Доминиканской лиге, усугубив уже имевшиеся проблемы с рукой. Кисон слабо провёл предсезонные сборы, а после их окончания был внесён в список травмированных. После возвращения на поле, он играл через боль, но провёл за «Питтсбург» 152 иннинга с пропускаемостью 3,26. Практически весь сезон 1973 года Кисон играл на уровне AAA-лиги, где испытывал заметные трудности с контролем подачи и лидировал в лиге по количеству попаданий в бьющих соперника и уайлд-питчей. Только в сентябре его вернули в «Пайрэтс», где до конца чемпионата он успел сыграть в семи матчах.
В межсезонье Кисон снова работал над изменением техники подачи под руководством тренера Дона Осборна, стремясь снизить нагрузку на больное плечо. Также он, несмотря на распространённое тогда предубеждение, начал заниматься силовыми тренировками. В 1974 году тренерский штаб «Питтсбурга» перевёл его в буллпен и в роли реливера Кисон сыграл в 40 матчах и провёл на поле 129 иннингов. В третьей игре Чемпионской серии, единственной, которую «Пайрэтс» выиграли, он вышел в стартовом составе и отыграл 6 2/3 всего с двумя пропущенными хитами.
В сезоне 1975 года он вернулся в стартовую ротацию команды и проявил себя как стабильный и надёжный питчер, наконец избавившись от проблем, вызванных травмами. В регулярном чемпионате Кисон провёл на поле 192 иннинга с пропускаемостью 3,23. В игре Чемпионской серии Национальной лиги против «Цинциннати Редс» прервалась его серия из 20 1/3 иннингов в плей-офф без пропущенных хитов. В 1976 году он установил личные рекорды, сыграв 193 иннинга и одержав 14 побед, показатель ERA 3,08 также стал лучшим в его карьере.
Спад начался в 1977 году. Кисона беспокоила хроническая травма паха, на бросковой руке постоянно возникали мозоли. Его пропускаемость выросла до 4,90, одной из худших в лиге. В следующем сезоне в команду пришли Берт Блайлевен и Дон Робинсон, после чего Кисон вновь потерял место в стартовой ротации. Он принял участие всего в 28 играх, проведя на поле 96 иннингов. После этого ходили слухи о его будущем обмене, но в 1979 году Кисон вновь стал стартовым питчером, заменив получившего серьёзную травму Рика Родена. В своей первой игре чемпионата против «Монреаля» он установил личный рекорд, сделав десять страйкаутов. В концовке Кисон был самым эффективным питчером ротации «Питтсбурга» и принёс команде победу в решающей игре, определявшей победителя дивизиона. С ERA 3,19 он занял одиннадцатое место в лиге.
В Мировой серии, которую «Пайрэтс» выиграли у «Балтимора» 4:3, Кисон был стартовым питчером в первой игре. Холодная погода привела к проблемам с рукой, он сделал всего один аут, пропустив четыре рана, и был заменён. В пятом матче серии в составе его заменил Джим Рукер. После окончания сезона Кисон получил статус свободного агента и покинул «Питтсбург». 

### Заключительный этап карьеры
В ноябре 1979 года он заключил пятилетний контракт на сумму около 2,5 млн долларов с клубом «Калифорния Энджелс». В своём первом сезоне в составе команды он провёл на поле 79 1/3 иннингов с пропускаемостью 4,91. В июле 1980 года ему диагностировали повреждение нерва в локте правой руки и воспаление запястья, он перенёс операцию, после которой сообщил команде, что не чувствует трёх пальцев. Кисон выразил желание возместить клубу потраченные на его заработную плату средства, но генеральный менеджер «Энджелс» Баззи Бевейзи отклонил его предложение.
Реабилитация заняла тринадцать месяцев и в 1981 году Кисон, вопреки прогнозам, вернулся на поле. Он сыграл 44 иннинга с показателем ERA 3,48. В следующем сезоне он неожиданно был включён в стартовую ротацию «Энджелс» и в двенадцати матчах одержал шесть побед при двух поражениях. В июне Кисону в ногу попал отбитый мяч, после чего нагрузку на него снизили и два месяца он играл реливером. В конце августа «Энджелс» предлагали его «Нью-Йорк Янкис», но обмен не состоялся. В итоге Кисон завершил сезон с десятью победами при пяти поражениях и пропускаемости 3,17.
В 1983 году он выиграл шесть из девяти первых матчей, а с 11 по 22 мая второй раз в карьере провёл три полных игры подряд. Затем у Кисона появились боли в спине, вынудившие его досрочно завершить сезон. В сентябре он перенёс операцию на позвоночнике. Спустя ещё десять месяцев реабилитации он вернулся на поле и провёл 65 1/3 иннингов в чемпионате 1984 года.
Последним клубом в карьере Кисона стали «Бостон Ред Сокс». В 1985 году он сыграл за команду 92 иннинга и одержал пять побед, но в первую очередь его рассматривали как наставника для молодых питчеров клуба Роджера Клеменса, Ойл Кэна Бойда, Брюса Херста, Эла Ниппера и Боба Охеды. После окончания сезона Кисону диагностировали разрыв вращательной манжеты плеча, после чего он окончательно завершил игровую карьеру.

### Тренерская деятельность
В 1987 году Кисон вернулся в Пайрэтс на должность инструктора питчеров младших лиг. В этой должности он работал до 1990 года. Затем он перешёл на аналогичную работу в «Канзас-Сити Роялс», где после одного сезона вошёл в тренерский штаб клуба Главной лиги бейсбола. С 1992 по 1998 год Кисон был тренером буллпена и тренером питчеров команды при трёх разных менеджерах. С 1999 года он более десяти лет занимался скаутингом в «Балтимор Ориолс».
После выхода на пенсию Кисон с супругой жил во Флориде. В феврале 2018 года ему диагностировали рак почек. Он скончался 4 июня в хосписе в Брейдентоне в возрасте было 68 лет.